# Bertya virgata
Bertya virgata là một loài thực vật có hoa trong họ Đại kích. Loài này được (Ewart) Halford & R.J.F.Hend. mô tả khoa học đầu tiên năm 2002.